# دیگو انتون
دیگو انتون (انگلیسی: Diego Antón؛ زادهٔ ۱۸ مهٔ ۱۹۹۰) بازیکن فوتبال اهل اسپانیا است.
از باشگاه‌هایی که در آن بازی کرده‌است می‌توان به باشگاه فوتبال نومانسیا اشاره کرد.